# Volta a Colòmbia femenina
El Volta a Colòmbia femenina és una competició ciclista per etapes de categoria femenina que es disputa a Colòmbia. Creada al 2016 de forma amateur, antigament ja havia existit una altra cursa amb aquest nom. El 2017 va passar a cursa de nivell 2.2.

## Palmarès 1987-1992
| Any  | Vencedora         | Segona             | Tercera           |
| ---- | ----------------- | ------------------ | ----------------- |
| 1987 | Jeannie Longo     | Imelda Chiappa     | Cecile Odin       |
| 1988 | Jeannie Longo     | Cecile Odin        | Virginie Lafargue |
| 1989 | Lucilla Rodríguez | Rasa Polikeviciute | Nelly Alba        |
| 1991 | Natalja Grinina   | Evelyne Müller     | Nelly Alba        |
| 1992 | Maritza Corredor  | Nelly Alba         | Rosa María Aponte |

## Palmarès 2016-
| Any  | Vencedor                          | Segon                             | Tercer                 |
| ---- | --------------------------------- | --------------------------------- | ---------------------- |
| 2016 | Ana Sanabria Sánchez              | Lilibeth Chacón García            | Lorena Colmenares      |
| 2017 | Ana Sanabria Sánchez              | Lilibeth Chacón García            | Blanca Moreno          |
| 2018 | Ana Sanabria Sánchez              | Blanca Moreno                     | Marcela Prieto         |
| 2019 | Aranza Valentina Villalón Sanchez | Camila Valbuena                   | Natalia Muñoz Ruiz     |
| 2020 | Miryam Núñez                      | Lorena Colmenares                 | Lina Marcela Hernández |
| 2021 | Lilibeth Chacón García            | Aranza Valentina Villalón Sanchez | Miryam Núñez           |
| 2022 | Diana Peñuela                     | Lina Marcela Hernández            | Anet Barrera Esparza   |
| 2023 | Lilibeth Chacón García            | Diana Peñuela                     | Ana Sanabria Sánchez   |
| 2024 | Lilibeth Chacón García            | Nadia Gontova                     | Estefanía Herrera      |
| 2025 |                                   |                                   |                        |